# Manifestación del miércoles

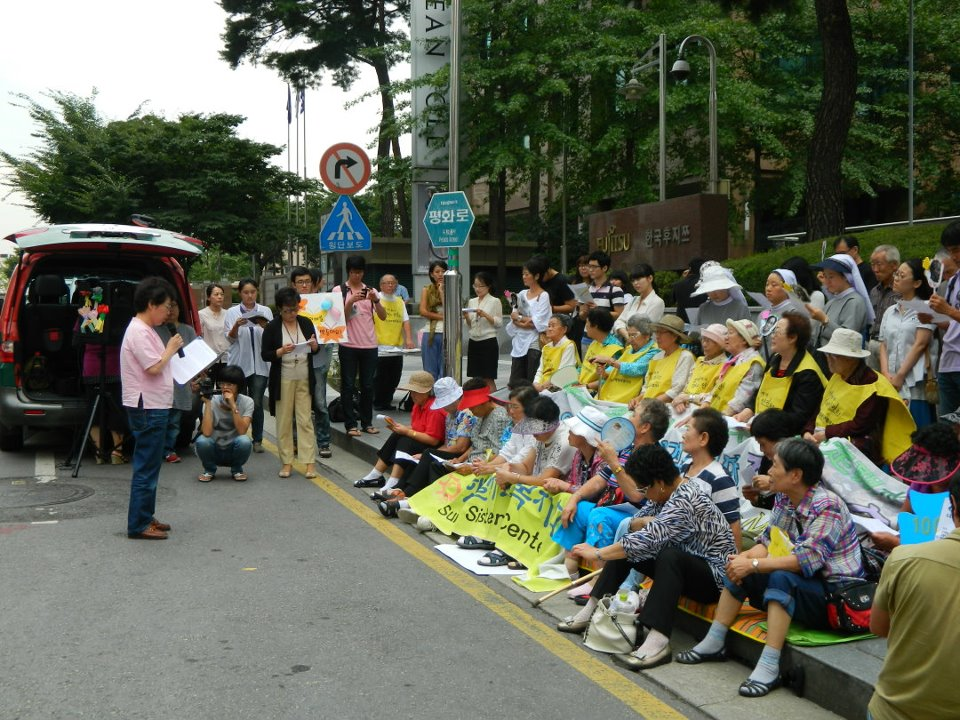
Una escena de la manifestación del miércoles en agosto de 2011.

La Manifestación del miércoles es una reunión regular organizada con el fin de reivindicar justicia por parte del Gobierno japonés respecto al sistema de esclavitud sexual establecido en gran escala bajo el gobierno del Imperio de Japón.
Las mujeres de confort que fueron forzadas a la esclavitud sexual durante la Segunda Guerra Mundial por los militares japoneses. El nombre oficial es manifestación regular para resolver los problemas de las mujeres de confort japonesas, y tiene lugar todos los miércoles en frente de la embajada japonesa en Seúl. Las protestas comenzaron en enero de 1992 y la manifestación celebró su quingentésima asamblea en marzo de 2002. Esta concentración es en este momento la manifestación más larga en torno a un tema unitario -los derechos humanos- que se ha realizado, y así figura desde 2002 en el Libro Guinness de los récords. Se llegó a la milésima reunión en 2011.

## Historia
Antes de la visita del primer ministro japonés Kiichi Miyazawa a Corea del Sur el 7 de enero de 1992, la protesta comenzó como un modo de mantener vivas las reivindicaciones del colectivo femenino víctima de la ocupación militar. Posteriormente, ante el éxito de la misma, se decidió celebrar permanentemente para presionar a las autoridades niponas. Originalmente organizada por una asociación de afectadas, actualmente hay muchos más convocantes, como por ejemplo los grupos de defensa de los derechos de las mujeres agrupados en organizaciones no gubernamentales. Además, el movimiento cuenta con la presencia de extranjeros y de activistas por la paz.
La manifestación se constituye todos los miércoles, excepto en las semanas vacacionales establecidas. Cuándo se produjo el gran terremoto de Hanshin-Awaji en 1995 y el terremoto y tsunami de Japón de 2011, la asamblea lamentó el daño y el dolor sufrido por el pueblo nipón.
Sobre la base de datos oficiales del gobierno coreano, al 13 de diciembre de 2011, aún sobreviven 63 mujeres de las 234 víctimas reconocidas por el testimonio de los registradores.